# Luigi Batzella
Luigi Batzella es un  director de cine, escritor y exagente que utilizó numerosos seudónimos. Algunos de ellos fueron Paolo Solvay, AM Frank, Gigi Batzella, Paul Hamus, Dean Jones, Paul Selway y otros.

## Carrera
Aunque sus películas fueron generalmente ineptas, Batzella hizo el trabajo con un número establecido de actores de la época como Richard Harrison, Gordon Mitchell, Brad Harris, Rita Calderoni y Mark Damon. Existe cierta información contradictoria sobre si su verdadero nombre era Paolo Solvay o Luigi Batzella. Según la IMDb es Batzella, de acuerdo con Gordon Mitchell y Richard Harrison, es Solvay.
Batzella fue esencialmente una persona polifacética, que trabajaba en una variedad de géneros, la dirección de Spaghetti western (1971), películas de guerra (When the Bell Tolls, 1970), el horror erótico (Nude for Satan, 1974), y la mayoría de infamia, políticamente muy incorrecta nazi-explotación (Achtung! The Desert Tigers, 1977, y Beast in the Heat, 1977).Se hizo famoso por trabajar con presupuestos muy bajos, utilizando Stock footage y reciclando escenas de una película a otra. Tanto Achtung! The Desert Tigers como Beast in the Heat incluían escenas recicladas de When the Bell Tolls.
La carrera de director de Batzella tuvo su apogeo desde los 60 a finales de los años 70, después lo cual parece que se había retirado del ruedo de películas. Hoy en día, es recordado principalmente por la explotación de películas nazis y ser una versión italiana de Ed Wood. A pesar de que muchas de sus películas son mal vistas, algunos creen que poseen una especie de ingenioso encanto.

## Filmografía
- When the Bell Tolls también conocida como Quando Suona la Campana (1970)
- The Devil's Wedding Night, también conocida como Il Plenilunio delle Vergini (1973)
- Nude for Satan, también conocida como Nuda per Satana'' (1974)
- Achtung! The Desert Tigers (1977)
- La Bestia in Calore (1977)
- Black Gold Dossier (1979)